# Степанов, Фёдор Васильевич (флейтист)
Фёдор Васильевич Степанов (23 августа 1867, Луга — 4 июля 1914, Санкт-Петербург) — российский флейтист. Считается первым профессиональным русским флейтистом.

## Биография
Учился у Карла Ватерстраата в инструментальных классах Придворной певческой капеллы, затем с 1885 по 1890 гг. в Петербургской консерватории у него же. С марта 1892 года солист Императорского Михайловского Театра, а с сентября того же года становится вторым флейтистом, а позже регулятором оркестра Мариинского театра (балетный состав), где работает до 1907 года. В 1905—1914 гг. профессор Петербургской консерватории, где начал первым профессионально преподавать флейту Бёма. Одновременно являлся капельмейстером и учителем музыки юнкеров Павловского военного училища. Автор методических сборников для флейты «Гаммы, аккорды и арпеджио» (Циммерман, ZM 17020) и «Школа игры на флейте». Гастролировал за рубежом, где его имя писалось англ. Teodor Stepanoff и нем. Theodor Stepanow. Сделал записи в студии англ. Gramophone and Typewriter Ltd. (впоследствии EMI) в 1901 и 1906 гг.